# Ивановская башня (Тула)
Ивановская башня — одна из башен Тульского кремля, построенного в 1514—1520. Башня находится на северном углу кремля, по форме круглая.

## История
В XVI веке Ивановская башня называлась Тайницкой, потому что в подвале башни находился проход длиною около 70 метров, который вёл к реке Упе. Он был обложен дубовым срубом и предназначался для обеспечения кремля водой во время осады. В XVII века сруб сгнил и обвалился, засыпав проход, который впоследствии расчищать не стали, так как надобности в нём больше не было. Затем башня стала называться Предтеченская, по названию монастыря, построенного вблизи кремля в память о погибших войнах в бою с войском хана Девлет Герая 21—23 июня 1552 года при защите Тулы. Впоследствии за ней закрепилось название Ивановская, по названию находящихся вблизи неё Ивановских ворот.